# Secrétariat général des Affaires européennes
Pour les articles homonymes, voir SGAE.
Le secrétariat général des Affaires européennes (SGAE) est un organisme interministériel placé sous l'autorité du Premier ministre français. Il est chargé de coordonner et de garantir la cohérence de la position des autorités françaises sur les questions liées à l'Union européenne et à l'Organisation de coopération et de développement économiques (OCDE). Depuis le 25 juillet 2022, le secrétaire général est le conseiller des affaires étrangères hors classe Emmanuel Puisais-Jauvin.
Cinq autres secrétaires généraux gouvernementaux existent : le secrétariat général de la Défense et de la Sécurité nationale, le secrétariat général du gouvernement, le secrétariat général de la Mer, le secrétariat général à la Planification écologique et le secrétariat général pour l'investissement.

## Historique

### Secrétariat général du Comité interministériel pour les questions de coopération économique européenne (SGCI)
Après la Seconde Guerre mondiale, afin d'optimiser l'utilisation des fonds distribués dans le cadre du plan Marshall, le président du Conseil, Robert Schuman, crée un Comité interministériel pour les questions de coopération économique européenne (CIQCEE) placé sous son autorité. Composé de membres permanents (ministre des Finances et ministère des Affaires étrangères) et de membres tournants (ministères concernés), l'organe est chargé d'élaborer les instructions nécessaires pour les négociations concernant la participation de la France au Plan Marshall, de préparer les décisions du Conseil des ministres relatives à cette participation et de prescrire les mesures d'exécution nécessaires.
Ce comité est assisté d'un secrétariat général du Comité interministériel pour les questions de coopération économique européenne (SGCI) chargé, « en liaison avec l'ensemble des administrations intéressées, de préparer les délibérations et les décisions du Comité interministériel et de veiller à leur exécution ».
Au fur et à mesure de l'intégration européenne, ce secrétariat voit accroître ses attributions. Il assure la coordination interministérielle pour les dossiers touchant l'OCDE, la CECA, la CEE, l'Euratom (CEEA) et d'activités du pilier Justice et Affaires intérieures. Le SGCI acquiert un rôle de pivot entre l'administration et le monde politique. Il est rattaché au cabinet du Premier ministre et à celui du ministre des Finances.

### Réforme de2005
Après l'échec du référendum sur la constitution européenne en 2005, le gouvernement Villepin cherche à mieux intégrer le Parlement, les collectivités territoriales, mais aussi les partenaires sociaux et la société civile à l'élaboration de la politique européenne française.
C'est le 18 octobre 2005 que le SGCI est finalement réformé et porte dès lors le nom secrétariat général des Affaires européennes (SGAE). Les modifications sont de nature structurelle : alors que le secrétariat était jusqu'ici rattaché (y compris financièrement) au ministre des Finances et au Premier ministre, il n'est plus lié qu'au Premier ministre. Ses tâches évoluent : le SGAE organise mensuellement un comité interministériel sur l'Europe, sous la présidence du Premier ministre, et dans le cadre duquel les ministres fixent les grandes lignes de la politique européenne française. Ces réunions sont suivies d'une conférence de presse. Le contrôle de Matignon sur le SGAE et la politique européenne du Gouvernement est donc renforcé.

## Organisation
La mission principale du SGAE est la coordination et la définition des positions françaises sur les sujets européens. Le secrétariat général assure la liaison entre les autorités françaises et les institutions de l'Union européenne via la Représentation permanente de la France auprès de l'Union européenne, à Bruxelles. Le SGAE est donc le garant de la cohérence et de l'unité des positions que la France exprime au sein de l'UE et surveille l'application du droit de l'Union européenne en France.
Malgré l'existence d'un ministre délégué aux Affaires européennes qui doit suppléer le ministre des Affaires étrangères dans le cadre de l'Union et convaincre ses collègues de prendre en compte les exigences européennes dans le travail interministériel, le secrétariat général des Affaires européennes est placé sous l'autorité du Premier ministre.
Le principal avantage de cette proximité directe avec le cabinet du Premier ministre réside dans le fait que seule une infime partie des décisions du SGAE nécessite un arbitrage à Matignon. Ce n'était pas le cas durant la période du rattachement au ministre des Affaires européennes (de mai 1981 à décembre 1983), époque à laquelle le ministère des Finances n'avait pas accepté le pouvoir d'arbitrage ainsi attribué au ministère des Affaires étrangères.
Aujourd'hui, le secrétariat général des Affaires européennes compte de nombreux secteurs qui correspondent peu ou prou à l'architecture des compétences de l'Union, à l'exception notable de la Politique étrangère et de sécurité commune (PESC) qui est suivie par le ministère des Affaires étrangères.
Le SGAE compte environ 200 agents. Ses cadres sont issus de l'ensemble des administrations ce qui a permis à cet organe hybride de l'administration centrale d'être devenu un centre d'expertise réputé sur les problématiques liées à l'Union européenne.
En 2017, la tradition consistant à ce que le conseiller Europe du Premier ministre soit également secrétaire général des Affaires européennes a été rétablie.

## Fonctions principales

### Coordination interministérielle
L'objectif est de pouvoir parler d'une seule voix au sein des instances européennes. Le secrétariat est donc chargé de rapprocher les positions des administrations françaises sur les dossiers européens en cours et en cas de divergences de rendre les arbitrages techniques nécessaires. Le cas échéant, il soumet à l'arbitrage du Premier ministre les questions les plus sensibles sur le plan politique. Il dispose en plus du monopole des instructions à adresser à la représentation permanente de la France auprès de l'Union européenne, il définit alors les positions françaises dès le niveau du groupe à Bruxelles.

### Circulation de l'information
Le secrétariat centralise et diffuse l'information provenant des instances communautaires auprès des administrations intéressées. Il est chargé d'assurer que tout projet d'acte de l'Union européenne comportant des dispositions de nature législative ou tout autre document que le gouvernement souhaite soumettre à cette procédure fasse l'objet d'un examen préalable par le Parlement français avant son adoption par le Conseil de l'Union européenne (article 88-4 de la Constitution). Il veille à la cohérence entre le calendrier des travaux parlementaires et le calendrier d'adoption des textes européens.
De manière plus générale, il s'assure du respect de la loi relative à l'information des délégations de l'Assemblée nationale et du Sénat pour l'Union européenne. Enfin, le secrétariat assure le suivi des dossiers examinés par le Parlement européen et met à disposition des députés européens et français des notes d'information sur les principaux dossiers inscrits à l'ordre du jour des commissions spécialisées ou des sessions plénières. Cette information écrite est complétée par l'organisation de réunions avec des représentants des groupes parlementaires afin de favoriser les échanges d'informations sur les dossiers techniques.
Le secrétariat demande également son avis à des experts de l'administration concernant des points techniques tels que la sécurité des systèmes d'information et des réseaux. Ces demandes concernent en général un grand nombre de parties prenantes.

### Expertise en matière communautaire
Avec le temps, le SGAE est devenu un centre d'expertise en mesure de mener ou d'animer une réflexion approfondie sur des sujets engageant l'avenir de l'Union européenne. En effet, la complexité de certains sujets, la multiplicité des parties prenantes, l'appréhension des enjeux de négociation ainsi que la connaissance des intérêts des partenaires européens font du SGAE le conseiller privilégié du gouvernement en ce domaine. À cette fin, il anime des groupes informels de réflexion auxquels participent les ministères concernés.

### Surveillance de l'application du droit communautaire
Le SGAE veille au bon fonctionnement de cette procédure de l'application du droit communautaire. Dès la phase de négociation, le SGAE doit inciter les ministères à envisager les conséquences législatives et juridiques internes d'un projet d'acte communautaire ainsi que les modalités de sa transposition. Il doit en outre veiller à ce que les textes soient transposés dans les délais requis afin de prévenir tout contentieux avec les instances communautaires.

## Liste des secrétaires généraux des Affaires européennes

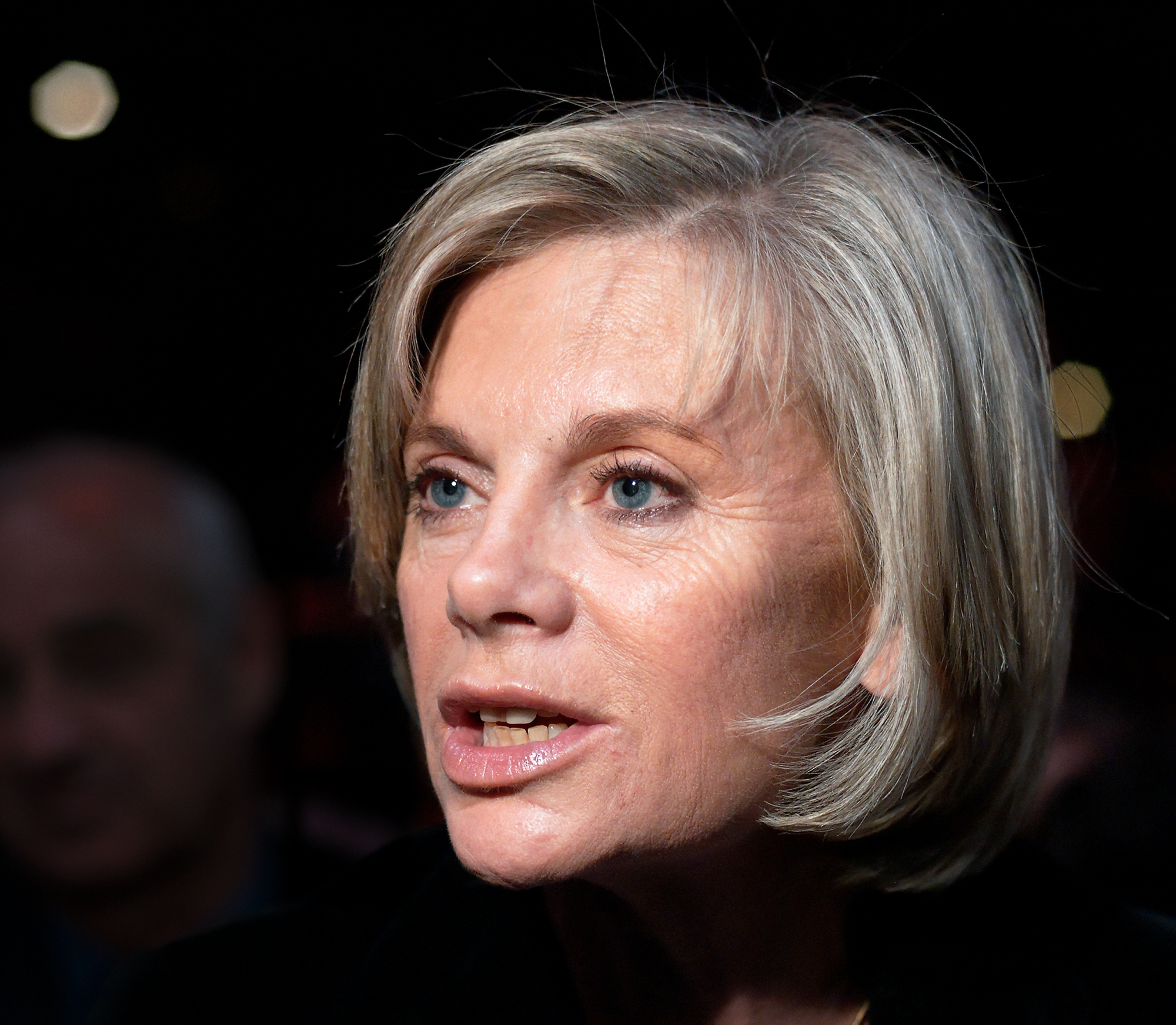
Élisabeth Guigou, ici photographiée en 2007, a été secrétaire générale du SGCI entre 1985 et 1990.

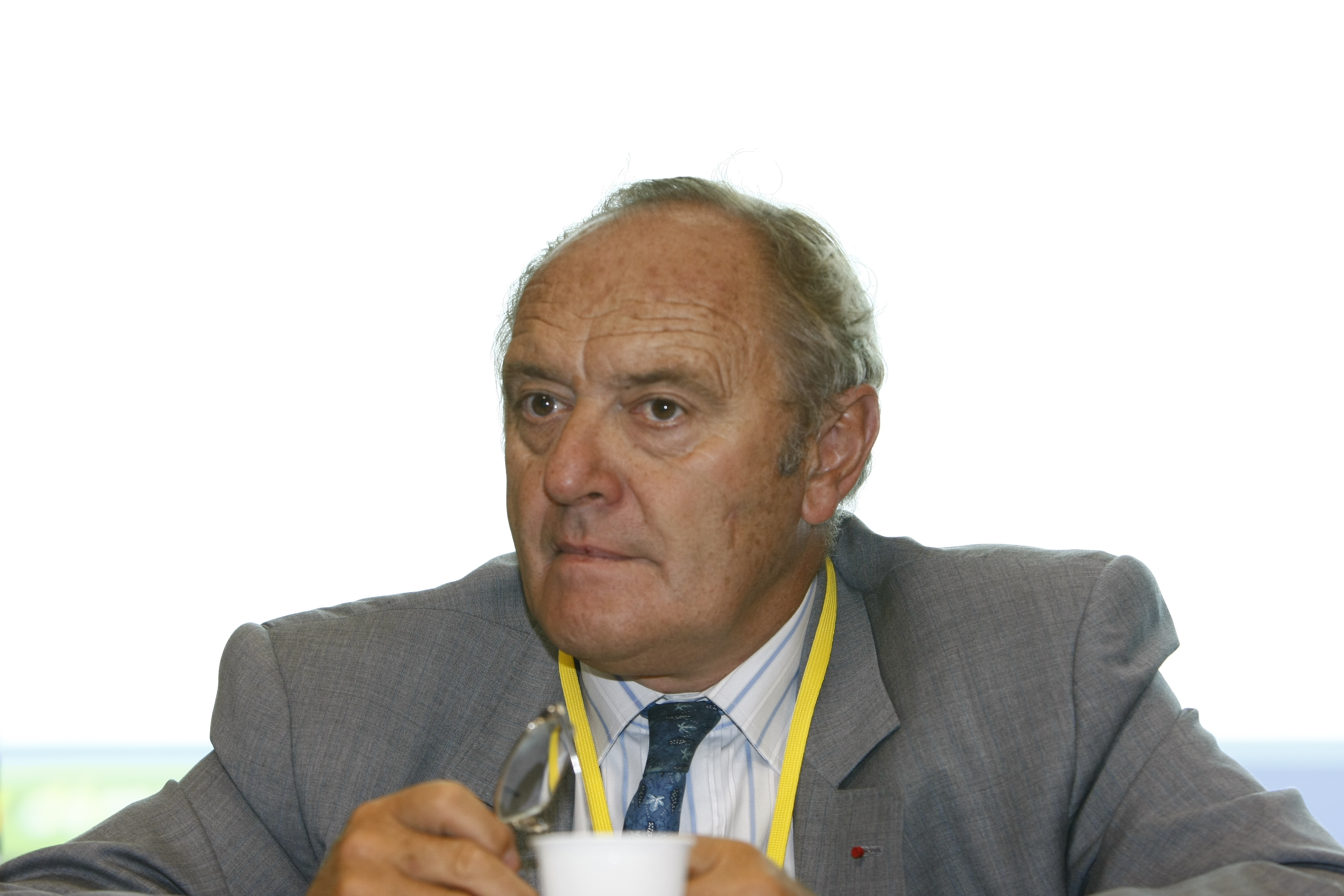
Yves-Thibault de Silguy, ici photographié en 2008, a été secrétaire général du SGCI entre 1993 et 1995.

Les secrétaires généraux ont été successivement, :
| Nom | Arrêté ou décret de nomination | Arrêté ou décret de nomination |
| --- | ------------------------------ | ------------------------------ |
| Secrétaires généraux du Comité interministériel pour les questions de coopération économique européenne (SGCI) |                                |                                |
| Pierre-Paul Schweitzer                                                                                         | 15 octobre 1948                | [ a ]                          |
| Bernard de Margerie (d)                                                                                        | 16 septembre 1949              | [ b ]                          |
| Thierry de Clermont-Tonnerre                                                                                   | 5 mai 1951                     | [ c ]                          |
| Paul Delouvrier                                                                                                | 16 mai 1953                    | [ d ]                          |
| Jacques Donnedieu de Vabres (d)                                                                                | 23 mars 1955                   | [ e ]                          |
| François-Xavier Ortoli                                                                                         | 13 mai 1961                    | [ f ]                          |
| Jean Dromer | 4 février 1966                 | [ g ]                          |
| Jean-René Bernard                                                                                              | 16 octobre 1967                | [ h ]                          |
| Jean-Claude Paye                                                                                               | 7 octobre 1977                 | [ i ]                          |
| Pierre Achard                                                                                                  | 9 mai 1979                     | [ j ]                          |
| Jean-Claude Prével (d)                                                                                         | 20 avril 1982                  | [ k ]                          |
| Élisabeth Guigou                                                                                               | 12 novembre 1985               | [ l ]                          |
| Bernard Vial                                                                                                   | 5 novembre 1990                | [ m ]                          |
| Yves-Thibault de Silguy                                                                                        | 8 avril 1993                   | [ n ]                          |
| Jean Cadet | 20 janvier 1995                | [ o ]                          |
| Jean Vidal | 18 septembre 1997              | [ p ]                          |
| Pascale Andréani                                                                                               | 23 mai 2002                    | [ q ]                          |
| Secrétaires généraux des Affaires européennes (SGAE)                                                           |                                |                                |
| Pascale Andréani                                                                                               | 20 octobre 2005                | [ r ]                          |
| Gilles Briatta                                                                                                 | 21 juin 2007                   | [ s ]                          |
| Charles Fries                                                                                                  | 27 octobre 2011                | [ t ]                          |
| Pierre Heilbronn (d) (par intérim)                                                                             | 27 avril 2012                  | [ u ]                          |
| Serge Guillon                                                                                                  | 24 mai 2012                    | [ v ]                          |
| Philippe Léglise-Costa                                                                                         | 9 avril 2014                   | [ w ]                          |
| Sandrine Gaudin (d)                                                                                            | 20 novembre 2017               | [ x ]                          |
| Emmanuel Puisais-Jauvin (d)                                                                                    | 20 juillet 2022                | [ y ]                          |